# منطقة سيدهي
سيدهي رمزها «SI» (بالإنجليزية: Sidhi)‏ ، هو تقسيم إداري لدولة الهند تتبع ولاية مدية برديش (بالإنجليزية: Madhya  Pradesh)‏ ، مركزها هو مدينة سيدهي (بالإنجليزية: Sidhi)‏ عدد سكانها حسب تعداد سنة 2001 هو 1,830,553 ، مساحتها 10,520 كم² وكثافة السكان 174 لكل كم² .